# Christiaan Houben

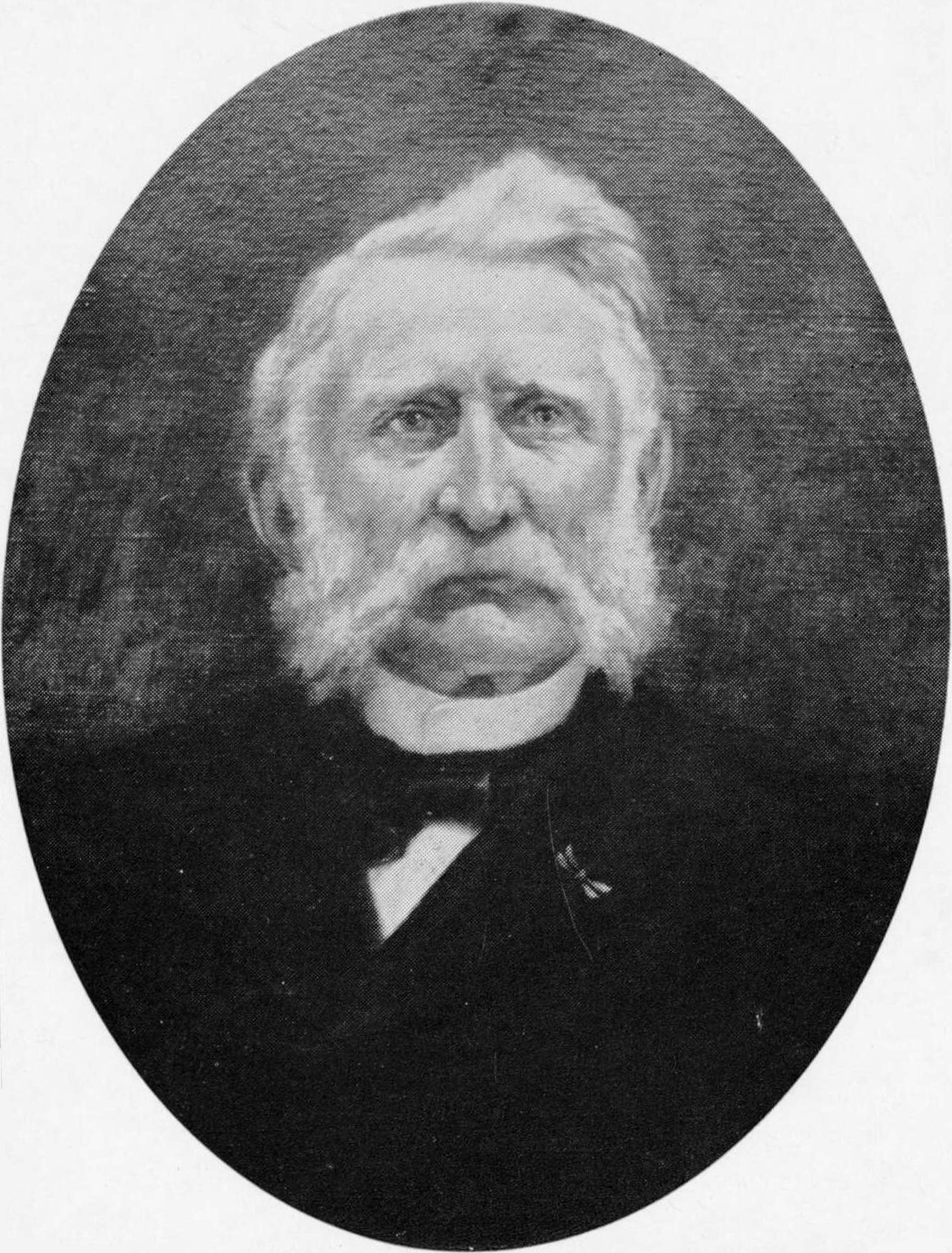
Portret van Christiaan Houben door Peter Heinrich Windhausen.

Christianus Antonius (Christiaan) Houben (Kessenich, 6 juni 1824 – Venlo, 29 mei 1900) was een Nederlands politicus en bestuurder.
Hij studeerde in Leuven en was burgemeester van Stevensweert van 1860 tot in 1883, werd daarna burgemeester van Venlo tot aan zijn dood in 1900. Hij was ook gekozen lid van de gemeenteraad van Venlo van 1891-1900.
Hij was tevens lid van de Provinciale Staten van Limburg van 1873-1877 en 1892-1900.
Voor het eerst werd in Venlo een buitenstander met hem benoemd, mede naar aanleiding van een bankroet van het belangrijkste bankiershuis en onenigheid tussen het Rijk en het gemeentebestuur. Onder zijn bestuur kwam een waterleidingbedrijf tot stand, werd een tweede brug gebouwd, kwam er een gemeentelijke gasfabriek, nieuwe straten en straatverlichting, een hbs, een gymnasium met de drie eerste klassen en ambachtsonderwijs. Ook verdubbelde de bevolking bijna in zijn tijd. Na het slopen van de vestingwerken nam in zijn tijd de modernisering dus een aanvang. 